# Lepturus radicans
Lepturus radicans är en gräsart som först beskrevs av Ernst Gottlieb von Steudel, och fick sitt nu gällande namn av Aimée Antoinette Camus. Lepturus radicans ingår i släktet Lepturus och familjen gräs. Inga underarter finns listade i Catalogue of Life.